# متلازمة الوهن العضلي الخلقي
متلازمة الوهن العضلي الخلقي هو اضطراب عصبي عضلي وراثي نتيجة عيوب عدة أنواع عند تقاطع العصب بالعضلة. تاثير هذا المرض مشابه لتاثيرمتلازمة لامبرت إيتون والوهن العضلي، والفرق بينهما أن متلازمة الوهن العضلي الخلقي ليس به اضطراب المناعة الذاتية.
أنواع متلازمة الوهن العضلي الخلقي
تصنف إلى ثلاث فئات:-
1 - قبل المشبكي: يحدث نتيجة الإفراز الغير كافي من هرمون الاستيل كولين وهو الهرمون المحرك للعضلة
2- بعد المشبكي: يحدث نتيجة لعدم بقاء مستقبلات الاستيل كولين (وهي مستقبلات يرتبط بها هرمون الاستيل كولين) مفتوحة لفترة طويلة، وهي نوعان: قناة سريعة، وقناة بطيئة
3-المتشابك

## أعراض متلازمة الوهن العضلي الخلقي
1- أعراض قبل المشبكي تشمل توقف وجيز (بسيط) في التنفس، وضعف في عضلات العين والفم والحلق، هذه الأعراض غالبا ما تؤدي إلى الرؤية المزدوجة، وصعوبة المضغ والبلع.
2- أعراض بعد المشبكي في الرضع وتشمل ضعف شديد في العضلات، ومشاكل في الجهاز التنفسي والتغذية، والتأخير في القدرة على الجلوس، الزحف، والمشي، بداية الأعراض لجميع الأعمار قد تشمل تدلي الجفون، هناك شكل معين من أشكال متلازمة الوهن العضلي الخلقي بعد المشبكي (بطيئة القناة) ويشمل ضعف حاد في العضلات يبدا في مرحلة الرضاعة أو الطفولة التي تتقدم ويؤدي إلى فقدان الحركة ومشاكل في الجهاز التنفسي في سن المراهقة أو الحياة في وقت لاحق.
3- أعراض متشابك تشمل مشاكل مبكرة في مرحلة الطفولة في التغذية والجهاز التنفسي، ضعف في القدرة علي التحرك، انحناء في العمود الفقري والذي يسبب تأخير في المراحل الحركية للطفل.

## العلاج
العلاج يعتمد علي حسب الفئة من هذا المرض، على الرغم من أن أعراض متلازمة الوهن العضلي الخلقي مشابهة للوهن العضلي فالعلاجات المستخدمة في الوهن العضلي ليست مفيدة في متلازمة الوهن العضلي الخلقي حيث يتم التعامل مع الوهن العضلي بالادوية المثبطة للمناعة، لان متلازمة الوهن العضلي الخلقي مرض وراثي وليس للمناعة أي دور في هذا المرض.
بالنسبة لمتلازمة الوهن العضلي الخلقي قبل المشبكي تتم معالجته عن طريق مثبطات انزيم الكولين استريز (الانزيم المسؤول عن أيض هرمون الاستيل كولين وهو الهرمون المسؤول عن حركة العضلة) مما يؤدي الي المحافظة علي اعلي كمية منه، حيث أن سبب هذا النوع هوقلة تركيز هذا الانزيم.
بالنسبة لمتلازمة الوهن العضلي الخلقي بعد المشبكي (قناة سريعة) مستقبلات الاستي كولين لا تبقى مفتوحة لفترة كافية فتتم معالجتها انزيم الكولين استريز و 3,4 داي امينوبيريديناما النوع الآخر بعد المشبكي قناة بطيئة مع كينيدين أو فلوكستين.
بالنسبة لمتلازمة الوهن العضلي الخلقي المشبكي فليس هناك علاج فعال، وقد تبين ان أخذ جرعة منخفضة من سلفات الايفيدرين تعطي تحسن مؤقت، وسلفات الايفيدرين يفقد فعاليته على مدى بضعة اسابيع، لذلك بمجرد ان يوقف المريض الجرعة لعدة أيام ثم يعود لاخذها يستطيع الحصول علي نتائج جيدة.
كذاك أخذ جرعات عن طريق الفم للسالبوتامول)ألبوتيرول (تكون أيضا فعالة، والجرعة النموذجية هي 2 ملغ، ثلاث مرات في اليوم الواحد.